# Château de Pontécoulant
Le château de Pontécoulant est une demeure, du XVIe siècle, qui se dresse sur le territoire de la commune française de Pontécoulant dans le département du Calvados, en région Normandie.
Le domaine de Pontécoulant rassemble les marques distinctives de la noblesse : château, pavillons du garde-chasse et du jardinier, colombier, parc paysager, ferme, bois et terres. La famille Le Doulcet de Pontécoulant s'y est établie au XVIe siècle et s'y est éteinte en 1896, laissant le château au département du Calvados, qui l'aménagea en musée dès 1908.
Le château est inscrit aux monuments historiques.

## Localisation
Le château est situé à l'est du bocage virois, près de Condé-sur-Noireau, à proximité de la Suisse normande, sur la commune de Pontécoulant, dans le département français du Calvados.

## Historique
La famille Le Doulcet de Pontécoulant s'établit au château au XVIe siècle. Grâce aux mariages entre nobles, la famille devient puissante, acquérant le privilège de posséder un colombier, 343 hectares de terre éparpillées dans la Manche et le Calvados. Comme beaucoup de familles d'aristocrates, les Doulcet de Pontécoulant vivaient au-dessus de leurs moyens, c'est ainsi qu'au XVIe siècle, Léon-Armand Doulcet de Pontécoulant se voit obligé de vendre les ²⁄₃ de ses terres ainsi qu'une partie du mobilier, ce qui va permettre de restaurer la propriété et de construire la deuxième partie du château.
Marie Augustine Le Doulcet de Pontécoulant, épouse du diplomate Edmond de Barrère, se trouvant sans héritiers, fait don du domaine au département du Calvados, dans le but d'en faire un musée. Elle décède en 1908.
Durant la Seconde Guerre mondiale, le château est un temps occupé par les Allemands. Le maréchal Rommel y passe une nuit dans la chambre bleue.

## Description
La partie sud-ouest est construite à la fin du XVIe siècle, à l’emplacement d’une ancienne maison forte. Le château est agrandi et réaménagé dans la seconde moitié du XVIIIe siècle, pour devenir la résidence d’été de la famille de Pontécoulant qui vit alors à Caen et à Paris. Cette partie nord-est, plus basse et plus longue, est dotée de fenêtres cintrées, lui donnant un aspect d'orangerie. Il lui est adjoint deux tourelles à coupoles. Deux pavillons d’entrée, l’un dit « du jardinier » et l’autre « du garde-chasse » furent alors édifiés pour marquer le seuil de la cour d’honneur. Fermant la perspective, la demeure masquait les jardins où le marquis fit aménager terrasses, murs, allées et bosquets. Ses descendants ne modifièrent plus la propriété qu’il avait dessinée.

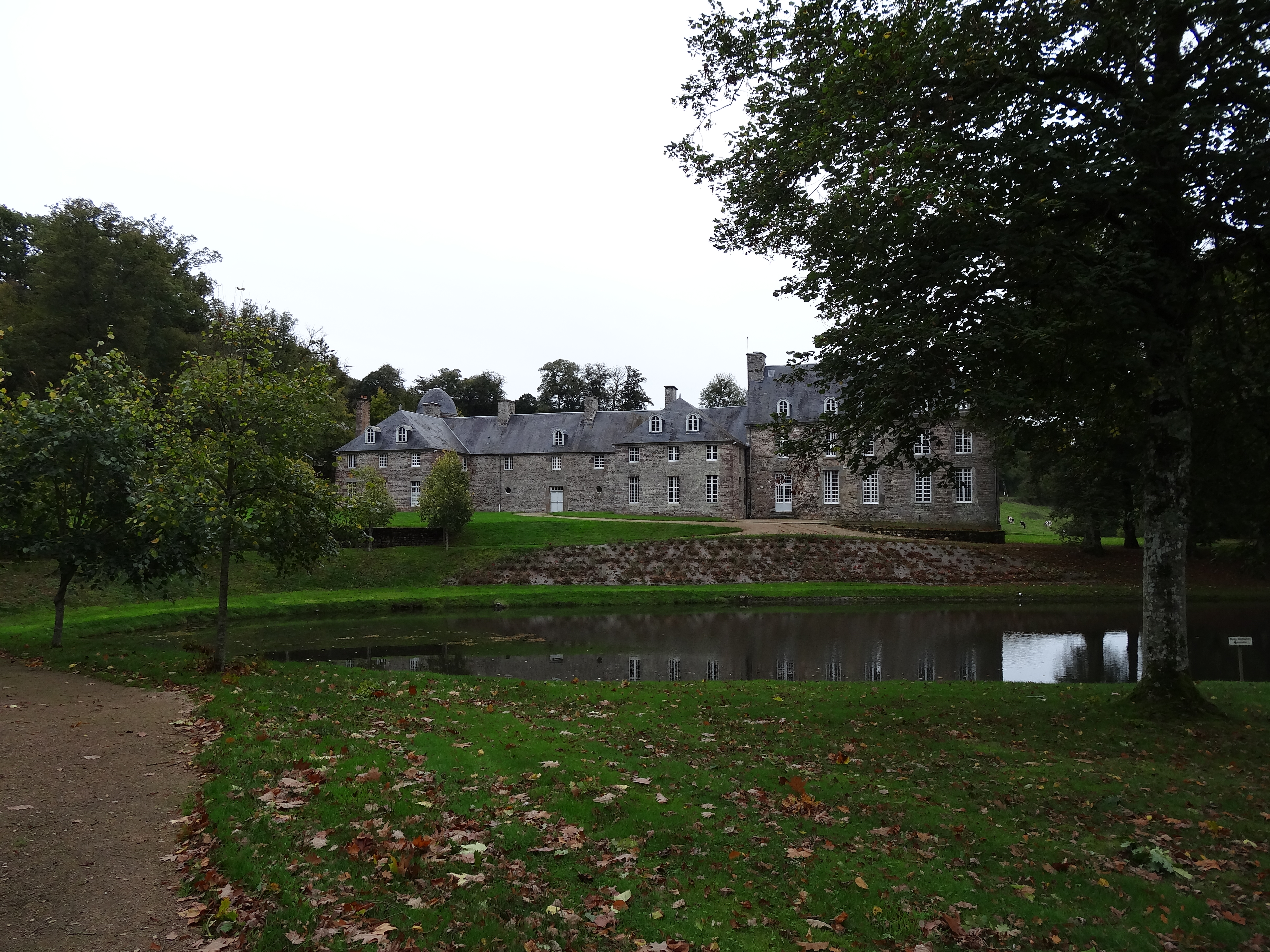
La façade nord-ouest du château face à l'étang.
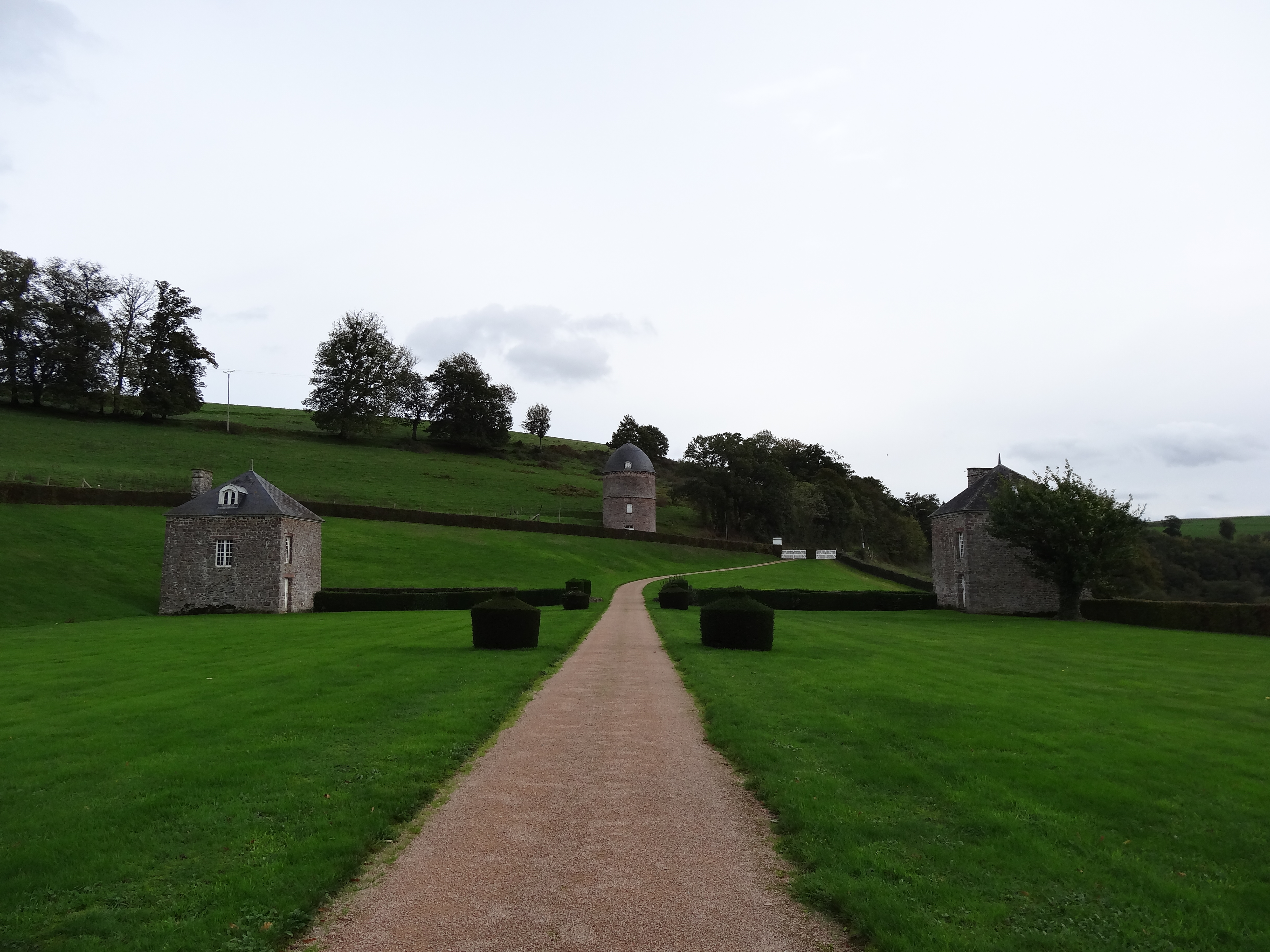
Les pavillons et le colombier au bout de l'allée qui mène à l'entrée sud-est du château.

## Protection aux monuments historiques
Le château est inscrit au titre des monuments historiques par arrêté du 26 mars 1927.

## Parc et jardins
Le parc et les jardins du château forment un site classé inscrit au pré-inventaire des jardins remarquables. Ce site se compose à l'ouest et au sud d'un jardin avec sa pièce d'eau et sa cascade, d'un jardin potager et du parc où sont construits une glacière et un monument.
À l'est, la façade principale du château donne sur une allée centrale divisant une grande pelouse. Les deux angles d'entrée de celle-ci sont matérialisés par deux pavillons symétriques.
L'ensemble est situé en vallée de Druance, en amont d'un barrage formant un court réservoir, barrage dont le dérasement est à l'étude.

## Personnalités liées
- Louis-Gustave Doulcet de Pontécoulant (1764-1853), homme politique, qui vécut sous les règnes de Louis XV et Napoléon III.
- Louis Adolphe Le Doulcet, comte de Pontécoulant, fils du précédent, militaire, aventurier et finalement musicologue.
- Philippe Gustave Le Doulcet de Pontécoulant (1795-1874), frère du précédent, astronome. Un cratère lunaire porte son nom.
- Pierre Bellemare (1929-2018), écrivain, homme de radio, animateur et producteur de télévision, a été hébergé un temps au château à son arrivée en 1939 à Pontécoulant où il a préparé son certificat d'étude[8]. Il évoque à de nombreuses reprises les liens que son père et sa famille ont entretenu avec le château dans ses mémoires publiés en 2016.